# 2003 HZ56
2003 HZ56, também escrito como 2003 HZ56, é um objeto transnetuniano que está localizado no Cinturão de Kuiper, uma região do Sistema Solar. Este corpo celeste é classificado como um cubewano. Ele possui uma magnitude absoluta de 7,5 e tem um diâmetro estimado com 139 km.

## Descoberta
2003 HZ56 foi descoberto no dia 26 de abril de 2003.

## Órbita
A órbita de 2003 HZ56 tem uma excentricidade de 0,009 e possui um semieixo maior de 43,804 UA. O seu periélio leva o mesmo a uma distância de 43,410 UA em relação ao Sol e seu afélio a 44,199 UA.